# Francesco Querini (esploratore)

Stemma Querini

Francesco Querini (Milano, 16 dicembre 1867 – Artide, 1900) è stato un esploratore e ufficiale di Marina italiano.

## Primi anni
Erede di una delle più antiche famiglie veneziane, nacque dal Conte Nuzio Querini e da Carlotta Roelli a Milano il 16 dicembre del 1867. Dopo gli studi in Svizzera, seguendo la tradizione di famiglia entrò all’Accademia navale di Livorno, ottenendo in rapida successione il grado di guardiamarina, sottotenente di vascello e infine tenente di vascello nel 1896. Successivamente fu console in Eritrea, dove venne decorato con l’Ordine della Stella risplendente dal Sultano e col grado di Cavaliere dell’Ordine della Corona d'Italia dal Ministro degli Esteri italiano. Nel 1897 fu inviato a Creta sulla R.N. Re Umberto, al fine di risolvere per via diplomatica le tensioni fra i Greci e i Turchi in occasione della rivolta dell'isola al dominio ottomano. Querini si distinse in una coraggiosa azione che gli valse la medaglia d'argento al valore militare.  

## La spedizione al Polo

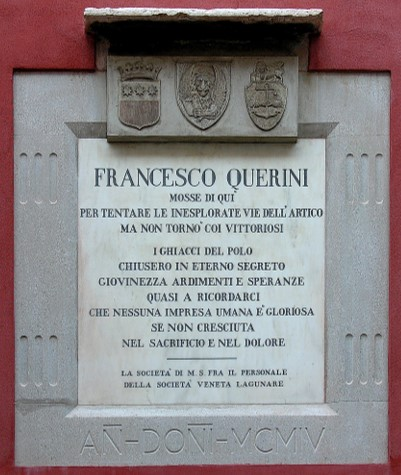
Lapide in ricordo di Francesco Querini, Venezia, Piscina San Samuel

Nel 1898 Querini venne contattato da Umberto Cagni, ufficiale d’ordinanza del Duca degli Abruzzi Luigi Amedeo di Savoia, per informarlo che era stato scelto per partecipare a una spedizione al Polo Nord organizzata dal duca stesso. Amedeo di Savoia era infatti un esperto esploratore, con al suo attivo una circumnavigazione del globo e la scalata del monte Saint Elias in Alaska.
Il gruppo di esploratori, formato da undici italiani e nove norvegesi, fra cui guide, macchinisti e fuochisti, partì il 12 giugno 1899 da Oslo (allora Kristiania) sul brigantino Stella Polare con destinazione la Terra di Francesco Giuseppe, arcipelago dell’estremo nord. Il 10 agosto la nave attraccò nella baia di Teplitz, sulla costa dell’Isola del Principe Rodolfo. Qui la nave avrebbe sostato alcuni mesi durante la notte artica, attendendo le condizioni ideali per la partenza verso il Polo. Durante la sosta la nave rimase bloccata dai ghiacci, rendendo necessario l’allestimento di un campo sulla terraferma.
Finalmente l’11 marzo del 1900 tre gruppi di esploratori, con quattro slitte ciascuno, si staccarono dal campo. Il Duca degli Abruzzi rimase alla base a causa di un infortunio, e il comando venne affidato a Umberto Cagni.
Il primo gruppo, guidato da Pietro Achille Cavalli Molinelli, insieme a Giacomo Cardenti e Cipriano Savoie, a causa delle difficoltà incontrate, rinunciò a raggiungere il Polo e rientrò alla base il 18 aprile dopo aver percorso 140 chilometri e aver toccato la latitudine di 83 gradi e 16 primi.  
Il secondo gruppo, guidato da Umberto Cagni e composto da Simone Canepa, Giuseppe Petigax e Alessio Fenoillet, raggiunse la latitudine di 86 gradi e 34 primi il 25 aprile, superando di 37 chilometri il precedente record del norvegese Nansen. Alla distanza di 381 chilometri dal Polo decise però di rientrare al campo, che raggiunse il 23 giugno dopo un difficile viaggio di due mesi attraverso i crepacci formati dal disgelo.  
Il terzo gruppo, guidato da Francesco Querini e formato da altri due uomini (Felice Ollier e il norvegese Stökken), si perse fra i ghiacci. I compagni organizzarono ricerche nei mesi successivi, ma i tre esploratori non furono mai più ritrovati. I superstiti della spedizione dovettero attendere il 16 agosto 1900, quando la Stella Polare fu liberata dalla morsa dei ghiacci con l'utilizzo di alcune mine, e il 6 settembre successivo sbarcarono a Tromsö, in Norvegia, mettendo fine alla spedizione a quasi sedici mesi dal suo inizio.
In Italia l'impresa venne applaudita, malgrado la scomparsa di tre dei partecipanti: nessuno si era mai avvicinato così tanto al Polo Nord. Giovanni Pascoli dedicò due Odi all'impresa, mentre Emilio Salgari la trasse a ispirazione per il suo romanzo d'avventura 'Stella Polare'.  
Il Polo Nord fu finalmente raggiunto nell'aprile del 1909 dall’americano Robert Peary.

## Eredità

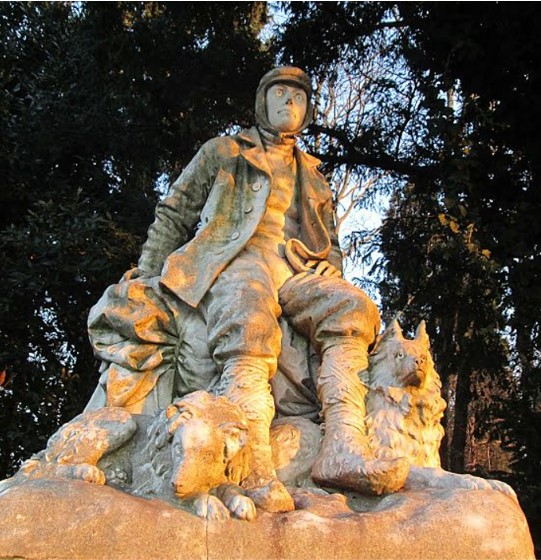
Monumento a Francesco Querini, Venezia, Giardini della Biennale

Del tenente di vascello Francesco Querini non si ebbe mai più notizia. La sua impresa è ricordata dal monumento fatto erigere nel 1903 dal sindaco di Venezia conte Filippo Grimani nei giardini della Biennale. L’opera rappresenta il ‘Figlio di Venezia Francesco Querini’ in abbigliamento da esploratore polare, seduto sulla sua slitta con ai piedi alcuni dei suoi amati cani. Nella Terra di Francesco Giuseppe un’isola porta il suo nome (Isola di Querini), così come la storica Reale Società Canottieri Francesco Querini, fondata a Venezia nel 1901 dall’amico conte Pietro Foscari.  
Una statua di Francesco Querini si trova ai Giardini di Castello, a Venezia, fatta realizzare nel 1905 dal Duca degli Abruzzi.  